# Hauptgebäude der Münze Österreich

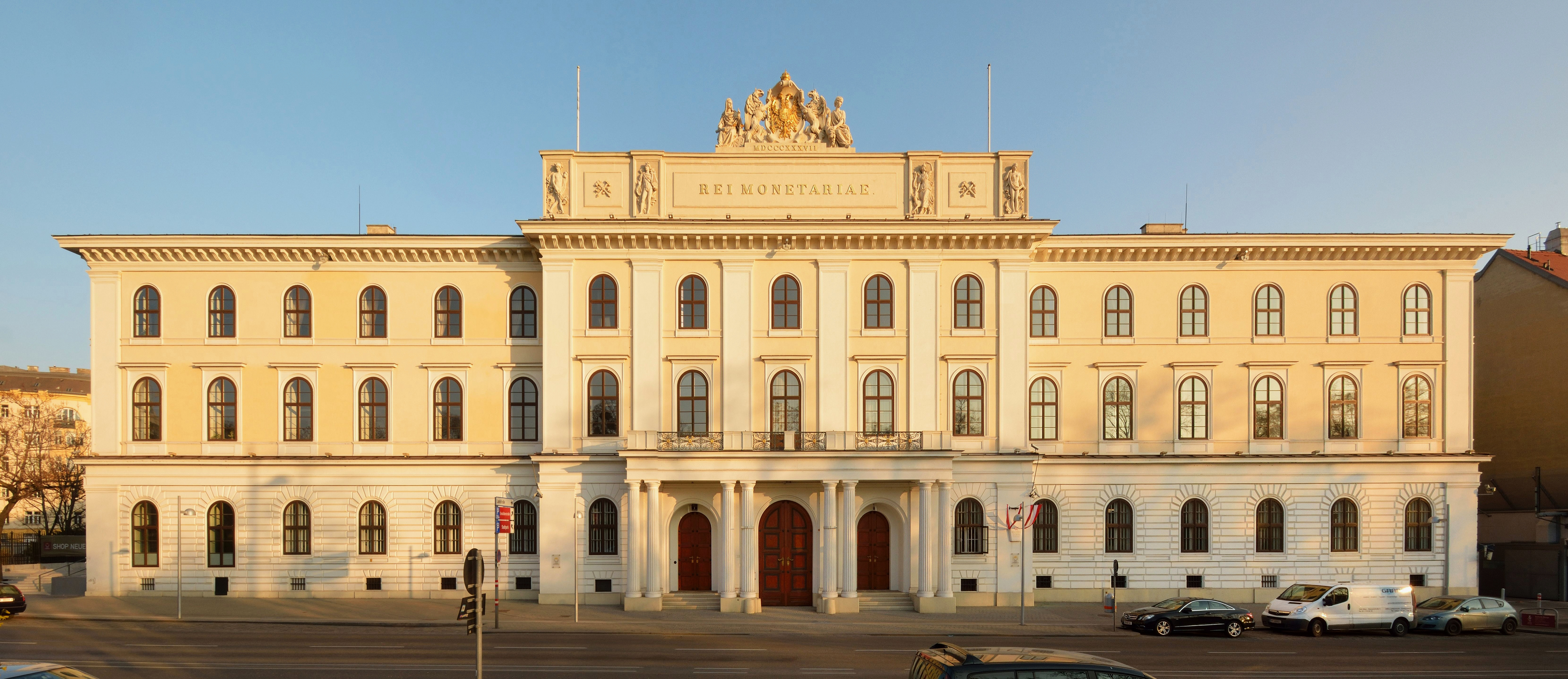
Hauptfront des Hauptmünzamtes

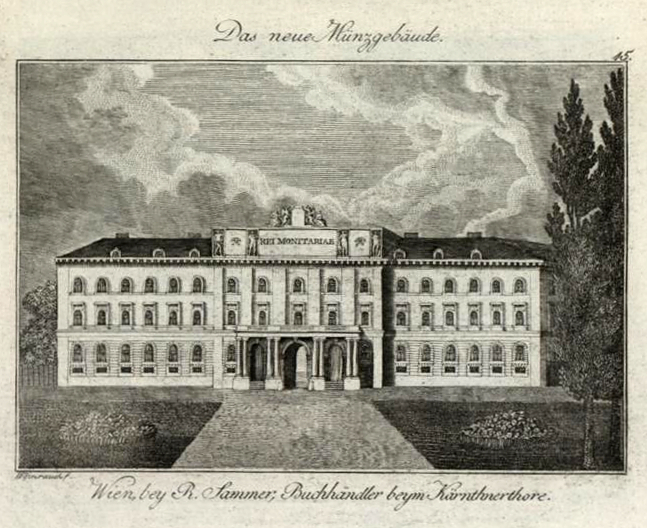
Alte Ansicht von 1838

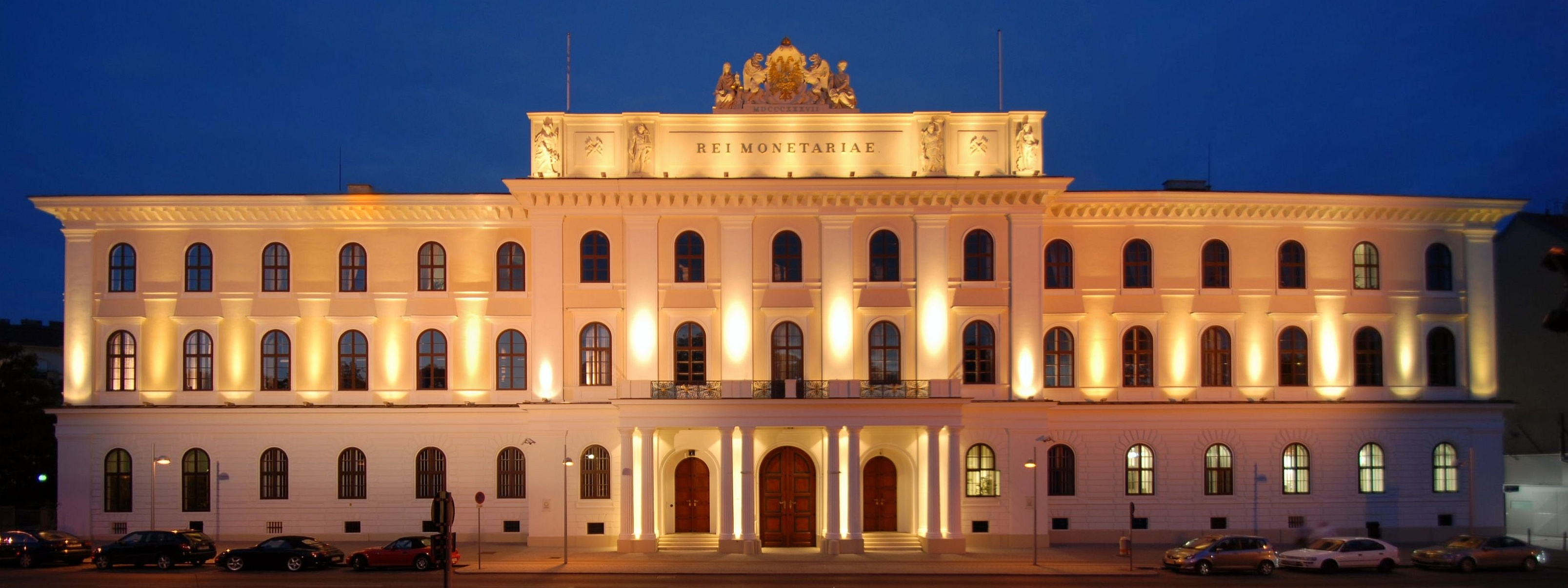
Das Gebäude bei Nacht

Logo der Münze Österreich

Das Hauptgebäude der Münze Österreich (früher auch Hauptmünzamt) ist das zentrale Gebäude der Münze Österreich. Es steht an der Adresse Am Heumarkt 1 im dritten Wiener Gemeindebezirk Landstraße. Das Gebäude steht unter Denkmalschutz.
Das Hauptmünzamt zählt zu den repräsentativsten Beispielen der sogenannten „Beamtenarchitektur“, deren Zielsetzung es war, mit möglichst wenig Aufwand Monumentalität zu erreichen, gleichzeitig aber auch die größtmögliche Funktionalität zu erreichen.

## Geschichte
Das Bauwerk wurde in den Jahren 1835 bis 1838 von Architekt Paul Wilhelm Eduard Sprenger errichtet.

## Baubeschreibung
Das Gebäude ist ein freistehender Monumentalbau über einem regelmäßigen Grundriss. In dessen Kern befindet sich ein großer rechteckiger Innenhof. Das Gebäude wurde im Stil der „Beamtenarchitektur“ errichtet.

### Außenbeschreibung

20-Schilling-Münze (1994)

Das Erdgeschoß des streng geschlossenen Baukubus ist genutet und durch ein Kordonsgesims von den beiden darüberliegenden Stockwerken abgesetzt. Die Rundbogenfenster des Erdgeschoßes sind mit Quaderputz gerahmt, die Wände im Obergeschoß sind jedoch glatt. Die Obergeschoße sind nur durch flache Fensterbänke und zarte Putzrahmungen gegliedert. Nach oben hin ist die Fassade durch ein reich profiliertes Kranzgesims über einer Konsolenreihe abgeschlossen.
Die Hauptfassade gegen den Heumarkt wird durch einen fünfachsigen Mittelrisaliten geprägt. Dieser wird nach oben hin durch eine hohe Attika abgeschlossen. Den drei rundbogigen Eingangsportalen ist ein dreiteiliger Säulenportikus vorgelagert. In Höhe des ersten Obergeschoßes trägt er einen Altan mit Eisengeländer. Der Portikus besteht aus gekuppelten dorischen Säulen mit einfachen profilierten Gebälk. Die beiden oberen Stockwerke werden durch flache Wandpfeiler mit Blendflächen optisch zusammengeführt. Zwei dieser Wandpfeiler bilden die seitliche Rahmung der Schauseite. Sechs weitere gliedern den Mittelrisaliten in Form einer Riesenpilasterordnung. Die Attika über dem Risalit wird durch Zwergpfeiler mit Relieffiguren und dazwischenliegende Rahmenfelder gegliedert. Die Relieffiguren stellen die römischen Götter Merkur, Apoll, Diana und Venus dar. Wahrscheinlich symbolisieren sie vier Metalle. Das Mittelfeld trägt die Inschrift „Rei Monetariae“. Die Bekrönung der Attikamauer bildet eine Figurengruppe von Josef Klieber. Die Figurengruppe stellt zwei Frauengestalten, die Göttinnen Justitia und Fortuna dar. Zwischen ihnen sind zwei Greifen dargestellt, die das Staatswappen tragen. Darunter ist die Jahreszahl MDCCCXXXVII (1837) geschrieben.
In den Hauptportalen sind mächtige Holztüren, mit ornamentalen Bronzebeschlägen.
Die Hoffassade ist, ähnlich wie die Hauptfassade, einfach gehalten, jedoch weist sie keinen Mittelrisaliten auf.

### Innenbeschreibung
Vestibül
Das besonders aufwendig gestaltete Vestibül ist eine dreischiffige Durchfahrtshalle mit etwas erhöhten Seitenschiffen. Zu diesen führen Steintreppen hinauf. Jeweils vier dorisierende Säulen und ein mächtiger Pfeiler teilen die drei Schiffe voneinander ab und stützen die Kassettendecke, die im Mittelschiff segmentbogig und in den Seitenschiffen flach ist. Diese Kassettierung dient nicht nur zur Zierde, sondern hat auch eine konstruktive Funktion.
Die Durchfahrt des hinteren Traktes ist wesentlich einfacher und nur einschiffig gestaltet. Sie weist eine einfache Gliederung auf.
Stiegenhäuser
Das Hauptstiegenhaus ist auf der rechten Seite am Ende des Vestibüls und wird vom Hof her beleuchtet. Der Eingang wird von zwei dorisierenden Säulen flankiert. Die Stiege selbst ist dreiläufig und hat zwei Arme. Sie führt zu dem repräsentativen Vestibül der Obergeschoße hinauf.
In den Ecken des rückwärtigen Traktes sind ebenfalls Stiegenhäuser. Diese sind, genauso wie die Durchfahrt jedoch wesentlich einfacher angelegt.
Kassenhalle
In der Kassenhalle steht eine Figur der Justitia vor einem triptychonartigen Aufbau aus farbig gefastem Holz. Es ist in einer rotbraun und grünen Marmorierung mit Goldeinfassungen gestaltet. Auf dem Aufbau sind Rocaillen und Voluten und Fruchtkränze als Ornamentik dargestellt. In der darüberliegenden Kartusche steht: „KAYS KÖNIGL HAUPT MÜNZ 17 AMT 53“.
Stempelsammlung
Die Stempelsammlung ist ein langgestreckter Raum im zweiten Obergeschoß mit architektonischen Scheinmalereien von Gesimsen sowie einem klassizistischen ornamentalen Fries. In dem Raum stehen zahlreiche Prägestöcke, Münzen und Medaillen seit dem 16. Jahrhundert.